# Юттінген
Юттінген (нім. Uettingen) — громада в Німеччині, розташована в землі Баварія. Підпорядковується адміністративному округу Нижня Франконія. Входить до складу району Вюрцбург. Складова частина об'єднання громад Гельмштадт.
Площа — 13,52 км2. Населення становить 1857 ос. (станом на 31 грудня 2020).

## Галерея

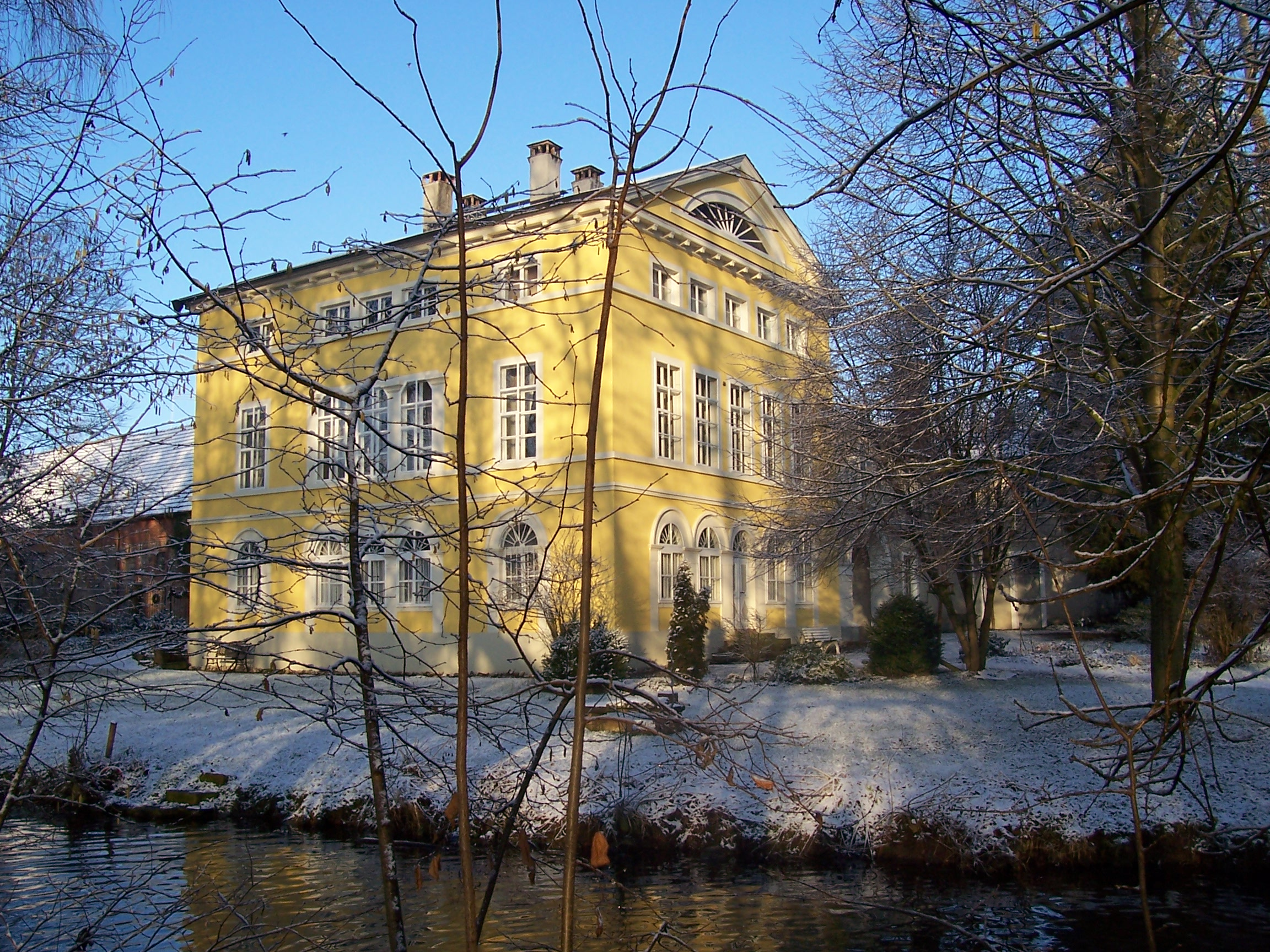
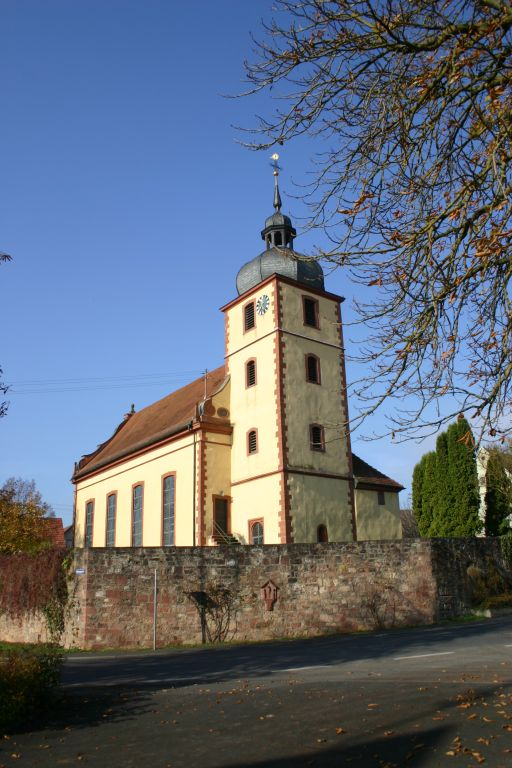